# Abaja

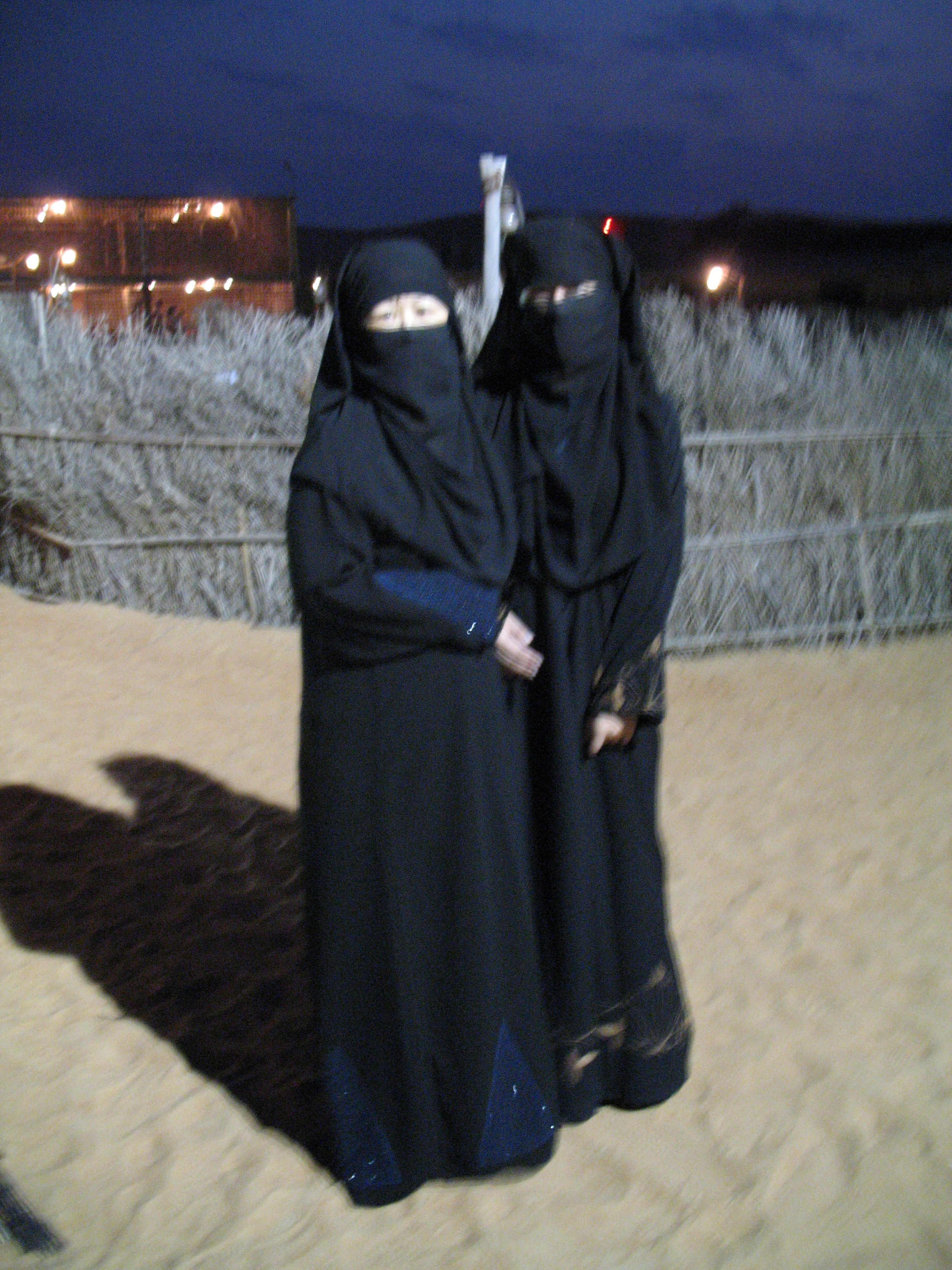
Dwie kobiety ubrane w abaje i nikab

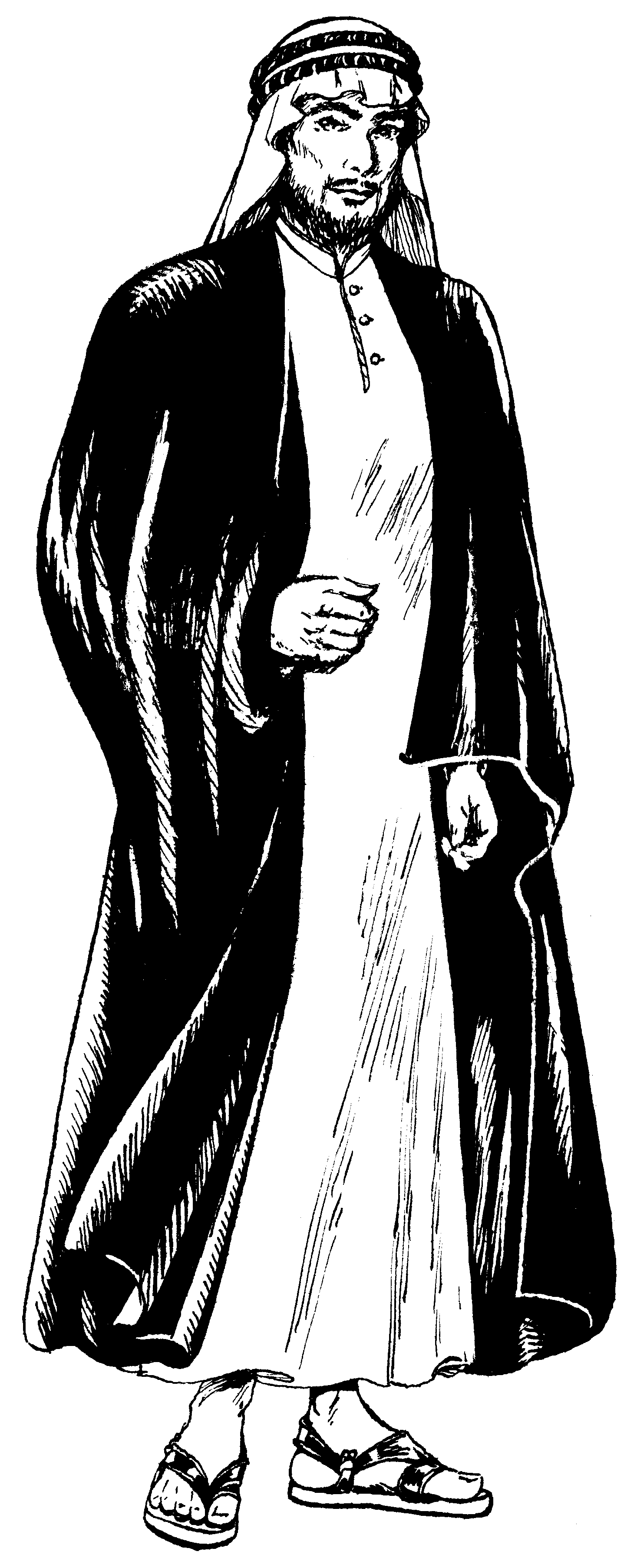
Mężczyzna odziany w płaszcz typu abaja

Abaja, aba (arab. ‏عَبَايَة‎) – wierzchnie okrycie noszone w krajach muzułmańskich, z wyglądu przypominają długą sukmanę bez rękawów.
Szeroki, luźny płaszcz bez rękawów, wyrabiany jest z wełny wielbłądziej lub koziej. Wyrabiany jest w kolorach: jasno- lub ciemnobrązowym, czarnym, białym, w pasy czarno-białe lub biało-brązowe. Szyty jest z dwóch kawałków materiału (ok. 70 cm szerokości i 2,8 m długości).
Okrycie to często jest wokół szyi ozdabiane haftem ze złota lub srebra, szwy zaś są maskowane sznureczkiem wyrabianym w tych kolorach. Abaja była najbardziej popularna wśród Beduinów, w miastach natomiast noszona jest szczególnie przez starsze osoby.
Najsłynniejsze okrycia wyrabiane są w Arabii Saudyjskiej w rejonie Al-Hasa.

## Historia i tradycje
Początki abai można śledzić w historii kultur arabskich, gdzie pełniła funkcję praktycznego okrycia ochronnego przed słońcem i pyłem pustyni. Jednakże, z biegiem czasu, abaja stała się również wyrazem tożsamości kulturowej i religijnej, zwłaszcza w kontekście islamu, gdzie skromność w ubiorze ma szczególne znaczenie.